# E. Seyfferth
E. Seyfferth (Seyferth) var en xylograf verksam på 1860-talet.
Enligt signerade arbeten utförde Seyfferth ett 15-tal reproduktioner för Illustrerad Tidning 1865–1866 förlagorna levererades bland annat av Johan Fredrik Meyer och Johan Zacharias Blackstadius och James Souttar med motiv från Bellmans-eken på Hasselbacken och greve Ruths staty i Höganäs.